# Ku-Klux-Klan West Germany
Der Ku-Klux-Klan West Germany war eine kurzlebige rechtsextreme und neonazistische Organisation in der Bundesrepublik Deutschland. Es handelte sich dabei um den ersten Ableger des US-amerikanischen Ku-Klux-Klans in Deutschland.

## Geschichte
Ende der 1970er/Anfang der 1980er gründeten sich eine Reihe von gewaltbereiten und terroristischen rechtsextremen Organisationen in Deutschland, darunter die Deutsche Aktionsgruppe um Manfred Roeder, die Aktionsfront Nationaler Sozialisten um Michael Kühnen und die Volkssozialistische Bewegung Deutschlands. Murry M. Kachel war zu jener Zeit Sergeant bei der US Air Force und gründete als „European Organizer“ einen deutschen Ableger des Ku-Klux-Klans. Aus den Vereinigten Staaten importierte er Schulungs- und Propagandamaterial des Klans, darunter Bombenbauanleitungen. Sein Spitzname war „Der erhöhte Zyklop“. Zunächst nur innerhalb der US-Armee begannen sich unter die einzelnen Klanmitglieder auch deutsche Neonazis zu mischen, die unter anderem aus der Wiking-Jugend und der NPD stammten. In Mainz gründete ein Aktivist ein „Informationsbüro für den Ku-Klux-Klan Deutschland“. Interessant waren für deutsche Neonazis unter anderem die rassetheoretischen Schriften sowie die Anleitungen zum bewaffneten Kampf.
Der Klan versuchte überwiegend afroamerikanische Mitglieder der US-Armee einzuschüchtern. Es kam zu mehreren Kreuzverbrennungen, unter anderem bei der bayerischen US-Garnison und in der Nähe des US-Flugplatzes in Bitburg. Aber auch deutsche Standorte waren betroffen, so in der Bremerhavener Carl-Schurz-Kaserne. Zudem kam es 1980 vermehrt zu Übergriffen auf afroamerikanische und jüdische Angehörige der US-Streitkräfte.
Stern-Journalist Gerhard Kromschröder deckte in einer Undercover-Story die Hintergründe auf und machte die Gründung des ersten Ku-Klux-Klans auf deutschem Boden öffentlich. Der Ku-Klux-Klan war daraufhin Gegenstand einer Anfrage an den Deutschen Bundestag. Das Problem wurde jedoch im Wesentlichen ignoriert, obwohl den Sicherheitsbehörden bekannt war, dass sich auf rheinland-pfälzischem Boden zwei Ableger des Klans gegründet hatten, denen auch deutsche Staatsbürger angehörten. Das Innenministerium Rheinland-Pfalz verhängte eine Nachrichtensperre und auch die Organisation der US-Streitkräfte schwieg zunächst. Bekannt wurden weitere Übergriffe, so seien zwei US-Soldaten mit Strychnin vergiftet worden. Insgesamt etwa 30 Soldaten wurden überwacht. Kachel wurde zurück in die Vereinigten Staaten versetzt. Wann genau sich der Ku-Klux-Klan aufgelöst hat, ist unklar. Einige Quellen sprechen von 1991, wahrscheinlicher ist aber bereits 1981.